# 75e régiment d'infanterie de marine
Pour les articles homonymes, voir 75e régiment.
Le 75e régiment d'infanterie de marine (ou 75e RIMa) est une unité de l'armée française.

## Création et différentes dénominations
- 1er décembre 1958 : création du 75e régiment d'infanterie de marine, par changement d'appellation du 15e RTS
- 30 septembre 1962 : dissolution.

## Chefs de corps

### L'après Seconde Guerre mondiale
- 1959 - Philippeville
- 1962 - Le 30 septembre, dissolution à Sissonne

## Insigne du75erégimentd'infanterie de marine
L’insigne type 1 (15e RTS) a été créé en 1949 et la demande d’homologation présentée le 29 avril 1947 par le Général Duché, commandant le 10e région militaire. L’homologation a été accordée le 29 octobre 1947 par D.M. n°10 780 EMA/3.I. L’insigne type II est la reprise du type I avec changement de sigle (75eRIMa) ; il n’a pas été homologué.

### Signification
Le phénix, appelé aussi oiseau de feu, est un animal fabuleux de la grandeur d’un aigle, aux ailes rouges et dorées qui, dans la mythologie égyptienne, vivait plusieurs siècles, se brûlait lui-même sur un bûcher et renaissait de ses cendres, à l’époque chrétienne, il est devenu le symbole de la résurrection. Dans la mythologie chinoise, sa légende est liée à l’invention de la musique et de la danse.